# Lorinda Bence
Lorinda Bence (14 de mayo de 1975) es una deportista sudafricana que compitió en judo. Ganó una medalla de oro en el Campeonato Africano de Judo de 1996 en la categoría de –72 kg.

## Palmarés internacional
| Campeonato Africano | Campeonato Africano   | Campeonato Africano | Campeonato Africano |
| Año                 | Lugar                 | Medalla             | Categoría           |
| ------------------- | --------------------- | ------------------- | ------------------- |
| 1996                | Sudáfrica (Sudáfrica) | Medalla de oro      | –72 kg              |